# Nukuteatea
Nukuteatea est un îlot (en wallisien motu) de Wallis-et-Futuna, situé dans le nord du lagon de Wallis.
L'îlot est sous la juridiction du village de Vaitupu. Il servait de lieu refuge aux habitants lors des guerres.

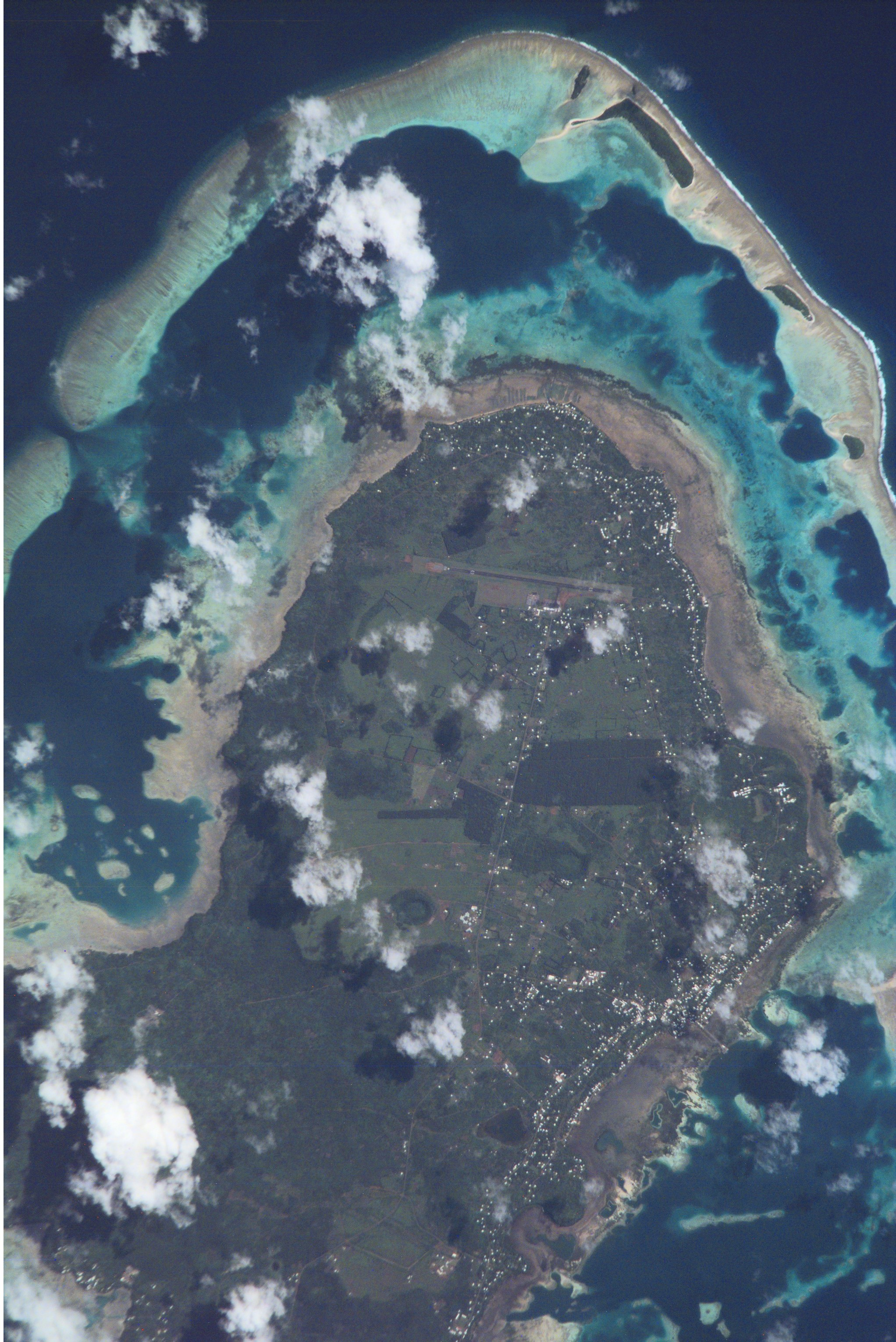
Sur cette image satellite de la NASA (2001), Nukuteatea est le troisième îlot en partant de la gauche.